# Lefter Koka
Lefter Haki Koka (Durazzo, 4 agosto 1964) è un politico albanese.

## Biografia
Il suo ingresso in politica è avvenuto nel 2000 quando è entrato nel consiglio comunale di Durazzo, venendo poi eletto nel 2003 sindaco della stessa città. Nel 2009 alle elezioni parlamentari entra nell'Assemblea dell'Albania col Movimento Socialista per l'Integrazione (LSI), di cui diviene capogruppo in parlamento, venendo riconfermato alle elezioni del 2013, del 2017 e poi, col Partito Socialista, anche alle elezioni del 2021; pochi giorni prima di prestare nuovamente giuramento per la X legislatura ha annunciato le proprie dimissioni.
Pochi mesi dopo, nel dicembre 2021, è stato arrestato su disposizione della SPAK con l'accusa di abuso d'ufficio, corruzione e riciclaggio di denaro nell'ambito delle indagini sull'inceneritore di Elbasan.